# Aleksiej Rybakow (polityk)
Aleksiej Mironowicz Rybakow (ros. Алексей Миронович Рыбаков, ur. 1 kwietnia 1925 we wsi Borok w guberni pskowskiej, zm. 25 marca 2016) – radziecki i rosyjski polityk komunistyczny i wojskowy, I sekretarz Komitetu Obwodowego KPZR w Pskowie (1971–1987).

## Życiorys
W latach 1942–1944 służył w Armii Czerwonej, uczestniczył w wojnie z Niemcami, brał udział w bitwie pod Kurskiem i operacji Bagration, został ranny w walkach, od 1945 należał do WKP(b). Od 1945 sekretarz rejonowego komitetu Komsomołu w Czkałowie (obecnie Orenburg), w latach 1946–1949 uczeń technikum transportu kolejowego w Wielkich Łukach. Instruktor Komitetu Obwodowego WKP(b) w Wielkich Łukach, kierownik wydziału transportowo-przemysłowego Komitetu Miejskiego KPZR, II sekretarz, a od 1966 do 1971 I sekretarz Komitetu Miejskiego KPZR w Wielkich Łukach. Od 16 listopada 1971 do 24 czerwca 1987 I sekretarz Komitetu Obwodowego KPZR w Pskowie, w okresie 1974–1989 deputowany do Rady Najwyższej ZSRR od 9 do 11 kadencji. Po rozpadzie ZSRR działał w KPFR. Honorowy obywatel Wielkich Łuk i Gery (Niemcy).

## Odznaczenia
- Order Lenina
- Order Rewolucji Październikowej
- Order Czerwonego Sztandaru Pracy
- Order Wojny Ojczyźnianej I klasy
- Medal „Za Odwagę”
- Medal 100-lecia urodzin Lenina
- Medal 30-lecia Zwycięstwa w Wielkiej Wojnie Ojczyźnianej 1941–1945
- Medal „Za udział w Bitwie pod Kurskiem”
- Medal „Za Wyzwolenie Białorusi”

I inne.